# Редмонд (Орегон)
Редмонд (енгл. Redmond) град је у америчкој савезној држави Орегон.

## Демографија
По попису из 2010. године број становника је 26.215, што је 12.734 (94,5%) становника више него 2000. године.
| Група             | 2000.          | 2010.          |
| Белци             | 12.272 (91,0%) | 21.749 (83,0%) |
| Афроамериканци    | 12 (0,1%)      | 104 (0,4%)     |
| Азијати           | 87 (0,6%)      | 203 (0,8%)     |
| Хиспаноамериканци | 739 (5,5%)     | 3.275 (12,5%)  |
| Укупно            | 13.481         | 26.215         |